# Ron Shelton
Ron Shelton (* 15. September 1945 in Whittier, Kalifornien) ist ein US-amerikanischer Drehbuchautor, Regisseur und Filmproduzent.

## Leben
Ron Shelton spielte in jungen Jahren auf dem College Basketball und später als Profi Baseball.
Er ist seit dem Polit-Thriller Under Fire von 1983 ein erfolgreicher Drehbuchautor und seit seiner Arbeit zu Annies Männer aus dem Jahr 1988 zudem als Regisseur und Produzent tätig.
Shelton hat sich auf Sportkomödien spezialisiert und einige große Erfolge damit gehabt. Er drehte Filme über Baseball (Annies Männer, Homerun), Basketball (Weiße Jungs bringen’s nicht), Golf (Tin Cup), Boxen (Knocked Out – Eine schlagkräftige Freundschaft). Experten sehen in ihm wegen des sehr erfolgreichen Weiße Jungs bringen’s nicht den einzigen weißen Regisseur, der einen Film machte, der dem New Black Cinema zugeordnet werden kann.
Zu seinen weiteren Filmen gehören die Krimis Dark Blue und Hollywood Cops. Zuletzt verfasste er das Drehbuch zu Bad Boys II (2003). Danach trat er erst wieder 2010 mit der Inszenierung einer Folge der Dokumentarserie 30 for 30 in Erscheinung. 2011 entstand der Fernsehfilm Hound Dogs, für den er auch das Drehbuch schrieb. 2017 folgte mit Just Getting Started sein nächster Kinofilm.
Ron Shelton ist mit der Schauspielerin Lolita Davidovich verheiratet.

## Auszeichnungen (Auswahl)
- 1989 wurde er für Annies Männer in der Kategorie Bestes Drehbuch für den Oscar nominiert und erhielt für dieses Drehbuch den Writers Guild of America Award

## Filmografie (Auswahl)

### Regiearbeiten
- 1988: Annies Männer (Bull Durham)
- 1989: Blaze – Eine gefährliche Liebe (Blaze)
- 1992: Weiße Jungs bringen’s nicht (White Men Can’t Jump)
- 1994: Homerun (Cobb)
- 1996: Tin Cup
- 1999: Knocked Out – Eine schlagkräftige Freundschaft (Play It to the Bone)
- 2002: Dark Blue
- 2003: Hollywood Cops (Hollywood Homicide)
- 2017: Das ist erst der Anfang (Just Getting Started)

### Drehbücher
- 1983: Under Fire, auch: Unter Feuer
- 1986: Rocket Man (The Best of Times)
- 1988: Annies Männer (Bull Durham)
- 1992: Weiße Jungs bringen’s nicht (White Men Can’t Jump)
- 1994: Blue Chips
- 1996: Great White Hype – Eine K.O.Mödie (The Great White Hype)
- 1996: Tin Cup
- 1999: Knocked Out – Eine schlagkräftige Freundschaft (Play It to the Bone)
- 2003: Hollywood Cops (Hollywood Homicide)
- 2003: Bad Boys II
- 2017: Das ist erst der Anfang (Just Getting Started)

## Werke
- The Church of Baseball: The Making of Bull Durham: Home Runs, Bad Calls, Crazy Fights, Big Swings, and a Hit. Alfred A. Knopf, New York 2022, ISBN 978-0-593-31977-2.